# Butan-1-ol

Fórmula del Butan-1-ol

Butan-1-ol (nom sistemàtic), n-butanol, n-butil alcohol,normal butanol o n-alcohol butílic és un alcohol primari, que és un dels isòmers del butanol. La seva fórmula molecular és C₄H10O. Entre els seus isòmers es troben l'isobutanol, butan-2-ol, i tert-butanol. És un dels alcohols que tenen més de dos carbonis i una significativa solubilitat dins l'aigua.
El n-Butanol apareix de manera natural com a producte menor de la fermentació alcohòlica dels sucres i altres carbohidrats, i es troba en molts aliments i begudes. Als Estats Units està permès el seu ús com saboritzant artificial, es fa servir en la mantega, crema, fruits, rom, whiskey, gelats, caramels productes de panificació i licors. També es fa servir en molts productes de consum.
L'ús principal del n-butanol és industrial particularment per manufacturar acetat de butil (el qual és un saboritzant i un solvent industrial). S'obté de la indústria petroquímica a partir del propilè, cal rodi per fer-ho. La producció estimada, als Estats Units, per l'any 1997 va ser de 784.000 tones; a Europa Occidental 575.000 tones; al Japó 225.000 tones.
A partir de butan-1-ol i bromur d'hidrogen es pot preparar bromur de n-butil.

## Altres usos
El butan-1-ol és un ingredient de perfums com solvent per extreure oli essencial. També com extractor per produir antibiòtics, hormones,i vitamines; solvent per pintures, resines, tints, alcaloides, i càmfora. També en tèxtils, líquids de frens, neteja i repel·lents;la mineria, i tractament de la fusta.
S'ha proposat l'ús del butan-1-ol per substituir el gasoli i la gasolina. La manera més eficient de produir-lo fins ara és amb microorganismes del gènere Clostridium i s'estudia com fer-lo eficientment a través de la biomassa.

## En les abelles
La ferhomona d'alarma emesa per la glàndula de Koschevnikov de l'abella de la mel conté n-butanol.

## En aliments
El butan-1-ol apareix de manera natural durant la fermentació en moltes begudes alcohòliques incloent la cervesa, brandis de raïm, vi, i whisky. S'ha detectat en els volàtils del Cannabis, Arthocarpus heterophyllus), llet tractada amb calor, Cucumis melo (meló moscat), formatge, llavor de Vigna unguiculata', i arròs cuit. El butan-1-ol també es forma durant els fregits en fregidora de l'oli de moresc, oli de cotó, trinoleïna i trioleïna.

## Metabolisme i toxicitat
El butan-1-ol s'absorbeix ràpidament a través del tracte intestinal i un poc per la pell. Es metabolitza completament en vertebrats de manera similar a l'etanol: La deshidrogenasa de l'alcohol el converteix a butiraldehid;després passa a àcid butíric per la deshidrogenasa de l'aldehid. L'àcid butíric pot ser completament metabolitzat a diòxid de carboni i aigua per la via de la β-oxidació. En rates de laboratori només el 0,03% de la dosi oral de 2000 mg/kg s'excreta en l'orina.
La toxicitat aguda del butan-1-ol és relativament baixa, amb LD50 oral de 2.290–4.360 mg/kg (en la rata els valor de l'etanol són 7000–15000 mg/kg). A dosis subletals és un depressor del sistema nerviós central de manera similar a l'etanol. La seva toxicitat sembla sis vegades superior a la de l'etanol.
El butan-1-ol líquid és molt irritant pels ulls, és de baixa toxicitat pels vertebrats i invertebrats, es degrada ràpidament i poc bioacumulatiu. Però fa augmentar la demanda química d'oxigen associada amb la seva biodegradació.